# Bonanza (album Michaela Rose’a 1992)
Bonanza – drugi album studyjny Michaela Rose’a, jamajskiego wykonawcy muzyki reggae.
Płyta została wydana w roku 1992 przez japońską wytwórnię Dread Lion Records. Produkcją krążka zajął się sam wokalista we współpracy z Noelem Browne'em.
UWAGA: Mimo identycznego tytułu, jest to zupełnie inna płyta niż wydany w roku 1999 przez amerykańską wytwórnię Heartbeat Records album Bonanza.

## Lista utworów
1. "Dummy"
2. "Badda Boys"
3. "Bonanza"
4. "Pretty Fine"
5. "Hurry Home Baby"
6. "Help"
7. "It's Allright"
8. "Hold It Down"
9. "Football"